# Diascia nubilata
Diascia nubilata är en fjärilsart som beskrevs av George Francis Hampson 1909. Diascia nubilata ingår i släktet Diascia och familjen nattflyn. Inga underarter finns listade i Catalogue of Life.